# سيث رودولف
سيث رودولف (بالإنجليزية: Seth Rudolph)‏ (7 مايو 1991 ببلفيل في الولايات المتحدة - ) هو لاعب كرة قدم أمريكي في مركز الهجوم. لعب مع نادي ساندفيكين.

## وصلات خارجية
- سيث رودولف على موقع قاعدة بيانات كرة القدم.إي يو (الإنجليزية)